# Ophyiulus barbatus
Ophyiulus barbatus är en mångfotingart som beskrevs av Karl Wilhelm Verhoeff 1908. Ophyiulus barbatus ingår i släktet Ophyiulus och familjen kejsardubbelfotingar. Inga underarter finns listade i Catalogue of Life.